# Hoe het loopt
Hoe het loopt is een lied van de Nederlandse zanger Paul Sinha in samenwerking met de rapper Kraantje Pappie. Het werd in 2020 als single uitgebracht en stond in hetzelfde jaar als elfde track op het album Dromen van Sinha.

## Achtergrond
Hoe het loopt is geschreven door Alex van der Zouwen, Léon Paul Palmen en Paul Sinha en geproduceerd door Palm Trees. Het is een nummer uit het genre nederpop. Het is een lied dat gaat over het leven leven zoals het loopt en niet voor alles een plan maken. Het idee van het nummer komt van Sinha, die zijn eigen gevoel van het niet vasthouden aan verwachtingen wilde beschrijven in een lied. Hij schreef het nummer samen met Palmen, die ook vaak voor Kraantje Pappie produceert. Toen Kraantje Pappie het lied hoorde, stelde hij voor dat hij een bijdrage aan het nummer zou doen in de vorm van een rapcouplet. Op de B-kant van de single is een instrumentale versie van het nummer te horen.

## Hitnoteringen
De artiesten hadden weinig succes met het lied in de Nederland. Het bereikte de Single Top 100 niet en ook bij de Top 40 was er geen notering. Bij laatstgenoemde bereikte het wel de 21e plaats van de Tipparade.